# Muzeum autíček
Muzeum autíček je muzeum umístěné na zámku v Přísece. Zřizovatelem muzea je Radek Bukovský, jednatel společnosti Abrex vyrábějící sběratelské kovové modely aut a motocyklů z československé a české produkce.

## Expozice
Muzeum bylo založeno 10. října 2015, celkem je ve čtyřech patrech zámku vystaveno přibližně 10 000 autíček a jiných starých hraček. Ve sbírkách jsou modely aut vyrobené od roku 1910 do roku 1991, vystaveny jsou modely od výrobců jako jsou Kovodružstvo Náchod (KDN), Igra Praha, Směr Praha, Husch, Šerý, Zbrojovka Vsetín, Koh-i-Noor, Ites a další. Jsou vystaveny například modely mechanické tramvaje, válce, tanku a českých aut. Vystaveny je také elektricky ovládaný tank, francouzská autodráha či nákladní auto Stella. Vystaveny jsou i modely vyrobené v Německu či Rusku.